# Сульфоксиміди
Сульфоксиміди (рос. сульфоксимиды, англ. sulfoximides, [sulfoximines, sulfonimides*]) — хімічні сполуки зі структурою R2S(=O)=NR. Приклади: S,S-диметил-N-фенілсульфоксімід (CH3)2S(=O)=NPh.